# FC Mantois 78
Câu lạc bộ bóng đá Mantois 78 là một câu lạc bộ bóng đá Pháp được thành lập vào năm 1994. Câu lạc bộ có trụ sở tại Mantes-la-Ville ở ngoại ô Paris và thuộc khu vực Yvelines. Nền tảng tương đối muộn của câu lạc bộ là do sự sáp nhập giữa ba câu lạc bộ khác trong khu vực. Câu lạc bộ thường được gọi là FC Mantes do vị trí của họ, tuy nhiên, tên chung của họ là FC Mantois với Mantois là khu vực tự nhiên của khu vực mà câu lạc bộ sinh sống.

## Lịch sử
Câu lạc bộ cha mẹ của câu lạc bộ trước khi thành lập là Câu lạc bộ thể thao de Mantes-la-Ville, đội đã tham gia CFA năm 1968 và cuối cùng đã đến được Giải hạng 2, nơi họ ở lại bốn năm trước khi rơi xuống giải hạng sáu của Pháp. Năm 1994, câu lạc bộ sáp nhập với hai câu lạc bộ địa phương khác là Association sportive de Mantes và Association sportive de Buchelay để thành lập câu lạc bộ tồn tại đến ngày nay. Câu lạc bộ hiện đang trở lại cấp độ thứ tư sau khi được thăng hạng cho mùa giải 2009-10 sắp tới.